# Hexatoma (Eriocera) xanthopyga
Hexatoma (Eriocera) xanthopyga is een tweevleugelige uit de familie steltmuggen (Limoniidae). De soort komt voor in het Oriëntaals gebied.